# Glattes Maß
In der Mathematik werden glatte Maße vor allem in der Theorie dynamischer Systeme verwendet.

## Definition
Ein Maß {\displaystyle \mu } auf einer glatten Mannigfaltigkeit {\displaystyle M} heißt glatt, wenn es auf {\displaystyle M} eine Riemannsche Metrik {\displaystyle g} mit Volumenform {\displaystyle vol_{g}} und durch diese definiertem Maß {\displaystyle m} gibt, so dass {\displaystyle \mu } absolut stetig bezüglich {\displaystyle m} ist.

## Anwendungen
In der Dynamik haben invariante glatte Maße andere Eigenschaften als beliebige invariante Maße. Beispielsweise gilt in der Margulis-Ruelle-Ungleichung für invariante glatte Maße stets die Gleichheit (Entropieformel von Pesin).